# Amphiprion chagosensis
Amphiprion chagosensis, el pez payaso de Chagos es una especie de peces de la familia Pomacentridae en el orden de los Perciformes.

## Morfología
Los machos pueden llegar alcanzar los 11 cm de longitud total.

## Hábitat
Vive en zonas de clima tropical (5°S - 7°S ), y asociado a los  arrecifes de coral que vive entre 10-25 m de profundidad.

## Distribución geográfica
Se encuentra en el Océano Índico occidental: Chagos.